# Anton Alexandrescu
Anton Alexandrescu (?), was een Roemeens politicus.
Anton Alexandrescu behoorde voor de Tweede Wereldoorlog tot de Nationale Boerenpartij (Partidul Naţional Ţaranesc, PNŢ). Na de Tweede Wereldoorlog scheidde hij zich, uit onvrede over de onwil van de partijleiding om met de Roemeense Communistische Partij (PCR) samen te werken, van de PNŢ af en richtte de Nationale Boerenpartij - Dissident (Partidul Naţional Ţaranesc - Disidenti, PNŢ-D) op. In 1946 sloot de PNŢ-D zich aan bij het door de communisten gedomineerde Volksdemocratisch Blok (Blocului Partidelor Democratice, BPD).
Van 6 maart 1945 tot 29 november 1946 was Alexandrescu minister Coöperatie in het eerste kabinet van Petru Groza. Als minister liet hij zich negatief uit over de Joden in Roemenië die hij "Zionisten" en "niet-loyale burgers" noemde.
Bij de Roemeense parlementsverkiezingen van 19 november 1946 behaalde de PNȚ-D als onderdeel van het Volksdemocratisch Blok 21 zetels. Aan de Roemeense parlementsverkiezingen van 1948 mocht de PNȚ-D niet meedoen.